# Saint-Pierre-Lafeuille
Saint-Pierre-Lafeuille település Franciaországban, Lot megyében. Lakosainak száma 398 fő (2022. január 1.). Saint-Pierre-Lafeuille Bellefont-La Rauze, Cahors, Calamane és Maxou községekkel határos.

## Népesség
A település népessége az elmúlt években az alábbi módon változott:
| Lakosok száma | 94   | 182  | 217  | 331  | 375  | 370  | 367  | 365  | 371  | 398  |
|               | 1968 | 1982 | 1990 | 2006 | 2013 | 2015 | 2017 | 2019 | 2020 | 2022 |